# ベルリン市議会
ベルリン市議会（ベルリンしぎかい、ドイツ語: Abgeordnetenhaus von Berlin）は、ドイツの都市州であるベルリンの議会である。

## 概要
ベルリン市議会は小選挙区比例代表併用制を採用している。有権者は各選挙区ごとの候補者への投票（小選挙区）と政党の比例代表候補者名簿への投票（比例代表）の計2票を有している。総投票数に占める各政党の比例代表での得票率に応じて議席が配分されるが、その配分議席を上回る小選挙区での当選議席数は超過議席となる。その結果、選挙ごとに総議員数が変動することとなる。
78の選挙区がおかれており、最低でも130の議員を選出することが定められている。任期は5年である。

## 政党と議席数

1990年以降の各党得票率の動向

2021年の市議選の結果、会派別の議席構成は以下の通りとなった。
| 会派名                        | 議員数 |
| ----------------------------- | ------ |
| ■社会民主党（SPD）            | 34     |
| ■同盟90/緑の党（B90/Grüne）   | 34     |
| ■キリスト教民主同盟（CDU）    | 52     |
| ■左翼党（Linke）              | 21     |
| ■ドイツのための選択肢（AfD）  | 17     |
| ■ザーラ・ワーゲンクネヒト同盟 | 1      |
| 合計                          | 159    |

## 選挙区
78の選挙区は、ベルリンに12ある行政区ごとの有権者数に比例して配分がされている。
| No | 行政区                                     | 選挙区数 | 2011年からの増減 |
| -- | ------------------------------------------ | -------- | ---------------- |
| 1  | ミッテ区                                   | 7        | +1               |
| 2  | フリードリヒスハイン＝クロイツベルク区     | 5        | −1               |
| 3  | パンコウ区                                 | 9        |                  |
| 4  | シャルロッテンブルク＝ヴィルマースドルフ区 | 7        |                  |
| 5  | シュパンダウ区                             | 5        |                  |
| 6  | シュテーグリッツ＝ツェーレンドルフ区       | 7        |                  |
| 7  | テンペルホーフ＝シェーネベルク区           | 7        | −1               |
| 8  | ノイケルン区                               | 7        | +1               |
| 9  | トレプトウ＝ケーペニック区                 | 6        |                  |
| 10 | マルツァーン＝ヘラースドルフ区             | 6        |                  |
| 11 | リヒテンベルク区                           | 6        |                  |
| 12 | ライニッケンドルフ区                       | 6        |                  |